# Glyphiulus pulcher
Glyphiulus pulcher är en mångfotingart som beskrevs av Imre Loksa 1960. Glyphiulus pulcher ingår i släktet Glyphiulus och familjen Glyphiulidae. Inga underarter finns listade i Catalogue of Life.